# Тюзагет
Тюзаге́т (фр. Tuzaguet, окс. Tusaguèth) — коммуна во Франции, находится в регионе Юг — Пиренеи. Департамент — Верхние Пиренеи. Входит в состав кантона Сен-Лоран-де-Нест. Округ коммуны — Баньер-де-Бигор.
Код INSEE коммуны — 65455.

## География

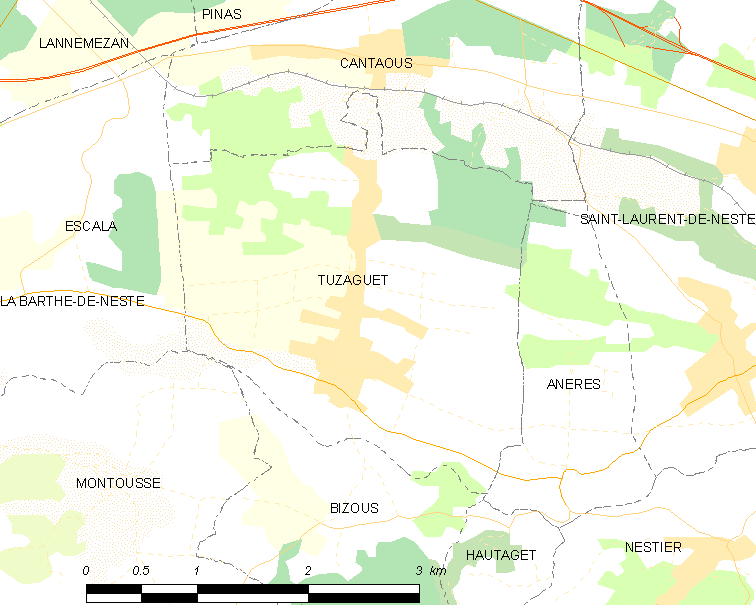
Карта коммуны

Коммуна расположена приблизительно в 660 км к югу от Парижа, в 100 км юго-западнее Тулузы, в 35 км к юго-востоку от Тарба.
Коммуна расположена на плато Ланнемезан. На юге коммуны протекает река Нест.

## Климат
Климат умеренно-океанический с солнечной тёплой погодой и обильными осадками на протяжении практически всего года.

## Население
Население коммуны на 2010 год составляло 459 человек.
| 1962 | 1968 | 1975 | 1982 | 1990 | 1999 | 2010 |
| ---- | ---- | ---- | ---- | ---- | ---- | ---- |
| 460  | 471  | 426  | 444  | 433  | 408  | 459  |

## Администрация
| Период | Период | Фамилия      | Партия                  | Примечания |
| ------ | ------ | ------------ | ----------------------- | ---------- |
| 2001   | 2008   | Андре Баррер | Социалистическая партия |            |
| 2008   | 2020   | Тьерри Аше   |                         |            |

## Экономика
В 2010 году среди 268 человек трудоспособного возраста (15-64 лет) 192 были экономически активными, 76 — неактивными (показатель активности — 71,6 %, в 1999 году было 63,0 %). Из 192 активных жителей работали 174 человека (87 мужчин и 87 женщин), безработных было 18 (10 мужчин и 8 женщин). Среди 76 неактивных 16 человек были учениками или студентами, 43 — пенсионерами, 17 были неактивными по другим причинам.